# Peregrino FS50
Peregrino FS50 — уругвайська снайперська гвинтівка калібру 12.7×99 мм.

## Історія створення
На початку 21-го століття  уругвайські конструктори з збройової компанії Peregrino розробили великокаліберну снайперську гвинтівку, яка після вдалих випробувань у 2013 році була прийнята на озброєння підрозділів спеціального призначення армії Уругваю.

## Конструкція
Peregrino FS50 — однозарядна снайперська гвинтівка, замикання каналу ствола здійснюється за допомогою поздовжньо-ковзного поворотного затвора. Конструкція гвинтівки повністю виконана зі сталі. 
Особливістю гвинтівки є можливість швидко зменшити її довжину на 35  см. Переведення гвинтівки з похідного положення в бойове займає не більше однієї хвилини.

## Оператори
- — використовується силами спеціального призначення збройних сил Уругваю.